# جی سین سیم سی
| 至善禪師                     |                   |
| جی سین سیم سی                |                   |
| پین‌یین:                      | Zhì Shàn Chán Shī |
| لاتین‌نویسی ییل برای کانتونی: | Ji3 Sin6 Sim3 Si1 |
| معنای لغوی                   | "جی سین، معلم ذن" |

جی سین سیم سی (چینی: 至善禪師) راهب بزرگ و یکی از پنج مرشد افسانه‌ای چین است که پس از تخریب معبد شائولین به‌دست دولتمردان در دوران حکمفرمایی دودمان چینگ (۱۶۴۴–۱۹۱۲)، از آن جان سالم به‌در بردند.
او استاد چندین سبک مختلف از هنرهای رزمی چینیِ نان‌چوئن از جمله وینگ‌چون و «چای چیا» بوده است.
او در نبردی تن‌به‌تن با یکی دیگر از ریش‌سفیدان به نام «باک می» به‌دلیلِ اختلافات حرفه‌ای و سیاسی، کشته شد.